# 福纳卢奇
福纳卢奇（西班牙語：Fornaluch）是西班牙巴利阿里群岛的一个市镇。总面积20平方公里，总人口618人（2001年），人口密度31人/平方公里。